# 爱的桥梁
《爱的桥梁》是一首普通話歌曲，主題為關於對抗疫情，由邹友开作词，蒋舟作曲，张秦演唱，于2020年1月27日发行。

## 创作与发行
《爱的桥梁》是中国福建省福州市最早创作的一首抗击2019冠状病毒病疫情公益歌曲，由福州籍填词人、原中央电视台文艺中心主任邹友开作词，福建省音乐家协会副主席、音乐人蒋舟作曲，歌手张秦演唱。
2020年除夕，邹友开关注到《2020年中央广播电视总台春节联欢晚会》临时增加的抗疫朗诵节目《爱是桥梁》。他“作为一个老电视文艺工作者，觉得非常好”，认为这是必须有的政治敏锐性和思想、艺术的高度。大年初一上午，他根据看节目的灵感以及全民抗击疫情的感受，创作了《爱的桥梁》歌词。次日，蒋舟为这首歌谱曲并制作样带。大年初三，张秦前往山东的一家录音棚完成演唱录制。歌曲于当天正式上线，通过“我们的太空”、QQ音乐、今日头条等网络平台发布。

## 反响
2020年2月，北京歌舞剧院制作《爱的桥梁》首个翻唱版本，由歌手吴春燕、云飞演唱。中央广播电视总台文艺节目中心组织两岸三地歌手刘德华、韩磊、刘涛、黄轩、王鸥、马思纯、欧阳娜娜、娄艺潇演唱的群星版《爱的桥梁》于2月21日晚在CCTV-3首播，作为总台首批推出的全国五首抗疫公益歌曲之一。
刘德华在征得词作者邹友开同意之后，将这首歌曲重新填词，推出粤语版本《我知道》。随后，马来西亚梦造者娱乐有限公司打造大马群星版《我知道》，演唱者包括曹格、茜拉、方泂镔、方炯镓、杨伟汉、黄启铭、易桀齐、温力铭、林建辉、Fuying & Sam、车志立、颜慧萍、赖淞凤、宇田、俊倩、庄靖毅、邱文博、特丽亚·阿兹。
3月下旬，主持人、音乐人姚琦填词创作韩语版本《눈물은 안녕 상처도 안녕》（眼泪再见 伤痛再见），以表达对韩国友人的关心和鼓励。